# Direktreducerat järn
Direktreducerat järn, DRI (engelska: direct reduced iron), även kallat järnsvamp, framställs genom direktreduktion av järnmalm, vanligen pellets, med hjälp av en blandning av vätgas och kolmonoxid, i stället för metoden att använda en masugn. Gaserna kan man utvinna ur naturgas eller träkol. Vid framställning av direktreducerat järn, reduceras järnet ur malmen vid temperaturer där varken järnet eller malmens bergarter smälter. Även i blästerugnar användes en direktreduktionsprocess för att utvinna smidbart järn.
Framställning av DRI är vanlig i länder som har tillgång till naturgas, så som exempelvis i Venezuela, USA, Indien och i Mellanöstern. Det kan också göras med hjälp av vätgas och det pågår ett antal projekt i Sverige för detta: GreenIron, Stegra och Hybrit. DRI används till stålframställning via ljusbågsugn.